# Oxböltjärnen
Oxböltjärnen är en sjö i Krokoms kommun i Jämtland och ingår i Indalsälvens huvudavrinningsområde. Sjön har en area på 0,061 kvadratkilometer och ligger 425,2 meter över havet.

## Delavrinningsområde
Oxböltjärnen ingår i det delavrinningsområde (705208-140551) som SMHI kallar för Inloppet i Myckelmyrtjärnen. Medelhöjden är 424 meter över havet och ytan är 14,33 kvadratkilometer. Det finns inga avrinningsområden uppströms utan avrinningsområdet är högsta punkten. Vattendraget som avvattnar avrinningsområdet har biflödesordning 3, vilket innebär att vattnet flödar genom totalt 3 vattendrag innan det når havet efter 307 kilometer. Avrinningsområdet består mestadels av skog (71 procent) och sankmarker (10 procent). Avrinningsområdet har 0,38 kvadratkilometer vattenytor vilket ger det en sjöprocent på 2,7 procent.